# Nizhyn
Nizhyn (en ucraniano: Ні́жин) es una ciudad ucraniana, capital del raión homónimo en la óblast de Chernígov.
En 2022, la ciudad tenía una población de 65 830 habitantes. Desde 2018 es sede de un municipio que incluye como pedanías cuatro pueblos, que añaden otros mil habitantes a la población municipal: Kúnashivka, Naúmivske, Palývoda y Pereyáslivka.
Nizhyn es regada por el río Oster y está 66 km al sureste de Chernígov.

## Historia
La primera mención de Nizhyn se remonta al año 1147. En 1625, durante la época de la República de las Dos Naciones formada por las naciones de Polonia y Lituania, Nizhyn fue reconocida como una ciudad. Nizhyn también fue la sede de un importante regimiento cosaco hasta 1782, y contaba con una floreciente comunidad griega, que gozaba de una serie de privilegios otorgados por Bohdán Jmelnitski.
En 1897, el 24 % de la población eran judíos, incluyendo a miembros del movimiento jasídico Jabad-Lubavitch. Una ola de pogromos afectó a la población judía en 1881 y 1905. Durante la retirada del Ejército alemán durante la primavera de 1918, el Ejército Rojo llevó a cabo algunos pogromos. Durante la Segunda Guerra Mundial, los nazis exterminaron a los judíos de Europa mediante trabajos forzados y ejecuciones en masa.
Durante el siglo XIX, Nizhyn se convirtió en un asentamiento del distrito de Chernígov. En 1805, se fundó la escuela secundaria Bezborodko, entre sus graduados se encuentra Nikolái Gógol, cuya estatua adorna una de las calles de la ciudad. Nizhyn tiene fábricas y almacenes de seda, perfume, licor, mermelada, y es uno de los principales centros comerciales de la región, comerciando con diversos bienes como vino, sal y seda. La ciudad es famosa por sus pepinos.
En julio de 1969, dos aviones Túpolev Tu-22 de una base aérea cercana chocaron en el aire. Los miembros de la tripulación de un avión pudieron eyectar, y el otro avión continuó volando sin su tripulación durante 52 minutos, antes de estrellarse a medio kilómetro de la estación de trenes de la ciudad.
El centro histórico de la ciudad data principalmente del siglo XVIII. En la localidad hay siete iglesias pertenecientes al estilo barroco ucraniano:

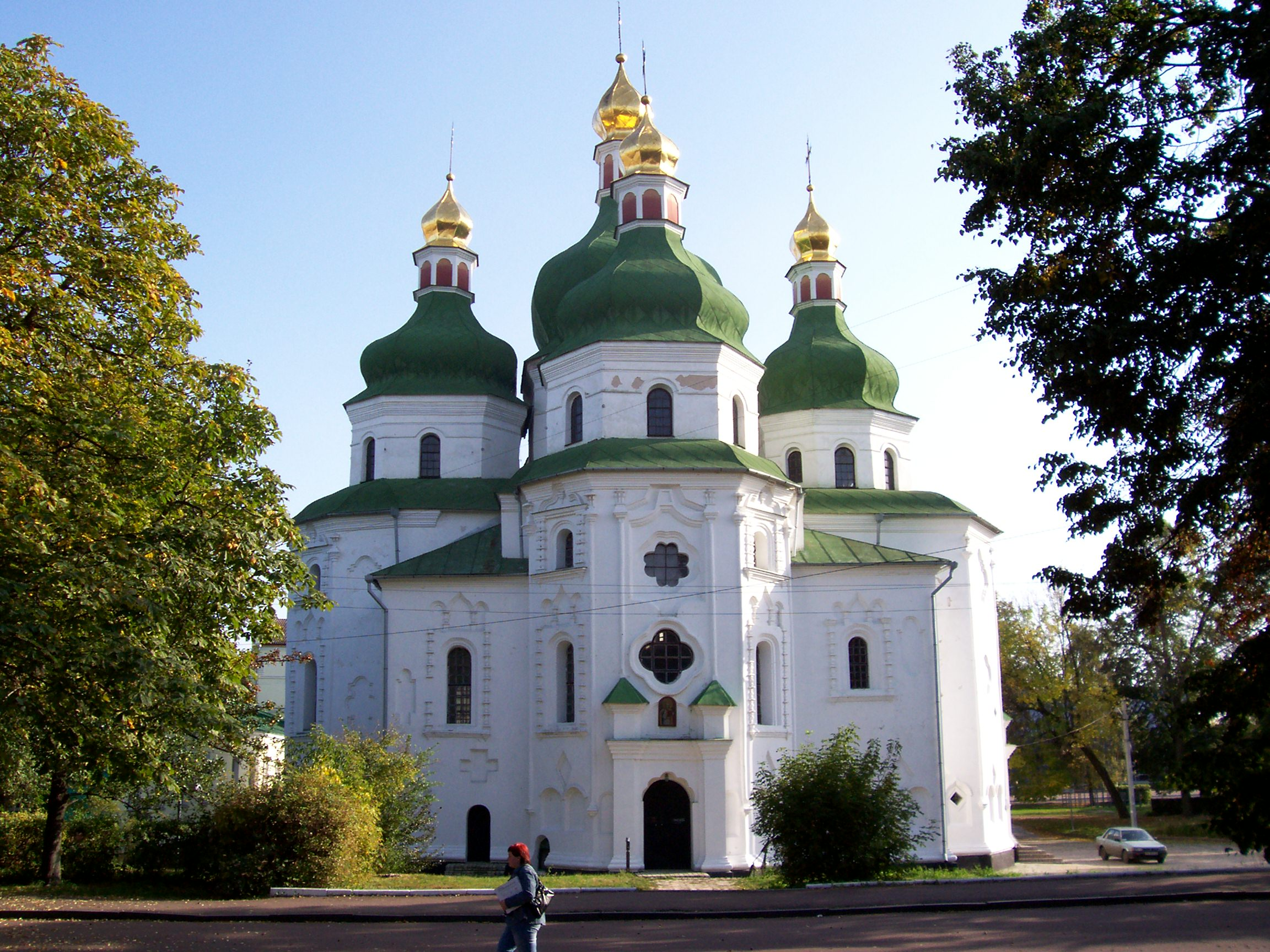
Catedral de San Nicolás

- Catedral de la Anunciación (1702-1716 y 1814).
- Catedral de la Presentación (1788).
- Iglesia de San Miguel de los Griegos (1719-1729).
- Iglesia de San Juan Evangelista (1752), parroquia Gógol.
- Catedral de San Nicolás de los cosacos (1653), restaurada en la década de 1980.
- Iglesia de la Intercesión (1756), con elementos neoclásicos.
- Iglesia de la Transfiguración del Salvador (1757).

Hay otras iglesias en la localidad, algunas de ellas son neoclásicas, como la iglesia de Todos los Santos de los Griegos (1782-1785), la iglesia de la Ascensión (1824) y la iglesia de la Trinidad (1733, reconstruida en 1888). La iglesia de San Basilio (siglo XVIII) y la iglesia de la Exaltación de la Cruz (1775) también son notables, y la iglesia de San Constantino y Santa Elena (1818-1820) se encuentra cerca del cementerio. La pequeña iglesia de la Presentación (1721), se encuentra cerca del mercado y está siendo restaurada.